# Filip Płocharski
Filip Michał Płocharski (ur. 4 lutego 1990) – polski szermierz, indywidualny mistrz Polski we florecie (2013, 2015).

## Kariera sportowa
Jest zawodnikiem AZS-AWFiS Gdańsk. W swojej karierze dwukrotnie zdobył indywidualne mistrzostwo Polski we florecie (2013, 2015), ponadto jest też wicemistrzem Polski drużynowo (2015) oraz czterokrotnym brązowym medalistą MP drużynowo (2009, 2012, 2013, 2014). Reprezentował Polskę na Letniej Uniwersjadzie w 2013 i 2015.